# Stuart Pankin
Stuart Pankin (Filadélfia, 8 de abril de 1946) é um ator americano, mais conhecido por seus papéis cômicos. Na televisão, participou de âncora Bob Charles, em Não, Necessariamente, a Notícia, o Conde Sinclair em Dinossauros e Judeu Ortodoxo Ben Heineman em Curb your enthusiasm, bem como a realização de muitos artistas convidados e emprestar sua voz para a animação mostra.
Entre os seus cerca de três dezenas de filmes de Hollywood Cavaleiros, e ele estrelou em Zenon: Girl of the 21st Century e suas sequelas, como Comandante da Prancha. Ele também apareceu no Mel, nos Reduzida de nós Mesmos e Aracnofobia e como Jimmy em Atração Fatal.

## Início da vida
Pankin, nasceu em Filadélfia, Pensilvânia, e participou do Dickinson College, onde ele era um membro da Sigma Alpha Epsilon, e da Universidade de Columbia.

## Carreira
Logo no início de sua carreira, Pankin freqüentemente realizado em São Vicente de Verão de Teatro e ainda retorna para realizar lá muitas vezes. Ele também foi âncora do Bob Charles na HBO's Não Necessariamente a Notícia, reproduzida Earl Sinclair no sitcom da TV Dinosaurs e o pai sobre a vida curta de comédia Quase Partiu. Pankin representou um judeu ortodoxo em Curb Your Enthusiasm. Pankin tem feito muitas participações especiais e emprestou sua voz para a animação mostra. Ele também apareceu em vários comerciais de TV.[carece de fontes?]
Um dos Pankin primeiras aparições foi como asmáticos músico/mago Duda Laywicker em Hollywood Cavaleiros. Entre os seus cerca de três dezenas de aparições em filmes, ele estrelou em Zenon: Girl of the 21st Century, Zenon: A Zequel, e Zenon: Z3 como Comandante da Prancha. Ele também apareceu no Mel, nos Reduzida de nós Mesmos, como o irmão de Wayne Szalinski, e também coestrelou Arachnophobia|Aracnofobia.
Mais recentemente, Pankin também apareceu como um distraído professor em uma série de "edutainment", filmes em 3D (Encontro da Terceira Dimensão e Desventuras em 3D), projetado para grandes telas IMAX teatros. Ele tem sido um porta-voz em televendas, inclusive para o  WalkFit Fase 4 Órteses inserção da sapata.[carece de fontes?]

## Vida pessoal
Pankin foi casado com a atriz Alegria Pankin desde 1974; juntos, eles têm um filho.

## Filmografia

### Filme
- Next Stop, Greenwich Village (1976) as Man at Party
- Scavenger Hunt (1979) as Duane
- The Hollywood Knights (1980)
- Hangar 18 (1980) as Sam
- Earthbound (1981) as Sweeney
- Ajuste de Contas (1981) as Nicky LaBelle
- Irreconcilable Differences (1984) as Ronnie
- The Dirt Bike Kid (1985)
- Fatal Attraction (1987) as Jimmy
- Love at Stake (1988)
- Second Sight (1989) as Preston Pickett
- Arachnophobia (1990) as Sheriff Lloyd Parsons
- Mannequin Two: On the Move (1991)
- Life Stinks (1991) as Pritchard
- The Silence of the Hams (1994) as Pete Putrid
- Father and Scout (1994) (TV)
- Squanto: A Warrior's Tale (1994) as Brother Timothy
- I Love Trouble (1994) as Society Photographer
- Beanstalk (1994) as The Giant
- Congo (1995) as Boyd
- Big Bully (1996) as Gerry
- Napoleon (1996) as Perenti Lizard, Father Penguin (voice)
- Striptease (1996) as Alan Mordecai
- Honey, We Shrunk Ourselves (1997) (V) as Gordon Szalinski
- Babylon 5: The River of Souls (1998) (TV) as James Riley
- Like Father Like Santa (1998) (TV) as Snipes
- Zenon: Girl of the 21st Century (1999) (TV) as Commander Edward Plank
- Encounter in the Third Dimension (1999) as The Professor/M.A.X.
- Zenon: The Zequel (2001) as Commander Edward Plank
- D4G (2001) as Stuart Dofman
- Now You Know (2002) as Mr. Victim
- Misadventures in 3D (2003) as The Professor/M.A.X.
- Miss Cast Away (2004) as Noah
- Zenon: Z3 (2004) as Commander Edward Plank
- An Accidental Christmas (2007) as Saul
- A Woman in the West (2008) (Short) ... as Doctor Sedgewick
- Public Interest (2008) as Charles Waterford
- Dude, Where's My Bar? (2009) (Short) ... as Moe Green
- Hopelessly In June (2011) as Francaise Flowers
- The Artist (2011) as Director #1
- Conjuring Orson (2014) (Film Short) as Eli Klein
- Fat Zombie (2014) (Film Short) as Dr. Alastair Kruger
- The Blinding (2015) as Dr. Plank
- I Might Be Famous (2017) - Pat Wonders

### Tv
- Free to Be... You & Me (1974) (TV Movie) as Man in the maternity ward
- The San Pedro Beach Bums (1977–1978) as Stuf
- B.J. and the Bear (1979, 1980) (2 episodes) as Harvey Krepler, Mushroom
- Barney Miller (1978, 1980) (2 episodes)
- House Calls (1981) (1 episode)
- CHiPs (1981) (2 episodes)
- Benson (1981) (1 episode) as The Plumer
- No Soap, Radio (1982) (5 episodes) as Tuttle
- Strike Force (1982) (1 episode)
- The Powers of Matthew Star (1982) (1 episode) as Bill Chambers
- Trapper John, M.D. (1982, 1983, 1985) (3 episodes)
- Matt Houston (1982–1984) (2 episodes) as Farley Ward, Minister
- Trapper John, M.D. (1982–1985) (3 episodes) as August Havermeyer
- Fame (1985) (1 episode)
- Three's a Crowd (1985) (1 episode) as Alex Cummings
- It's a Living (1985) (1 episode) as Jerry Wilson
- Not Necessarily the News (1983–1985) as Bob Charles
- Scarecrow and Mrs. King (1985) (1 episode) as Teller in red jacket
- Night Court (1985–1991) (3 episodes) as Mr. Shoope, Doctor Adelman, Dr. Charles Melnick
- The Golden Girls (1986) (1 episode)
- Bamboozle (1986) as Himself
- Mickey Spillane's Mike Hammer (1984, 1987) (2 episodes)
- Family Ties (1987) (1 episode)
- The New Hollywood Squares (1987) (3 episodes) as Himself
- Super Password (1987–1988) (20 episodes) as Himself
- Hooperman (1988, 1989) (2 episodes)
- Who's the Baby (1988) TV Movie) as Himself
- The 9th Annual CableACE Awards (1988) as Himself
- The 2nd Annual American Comedy Awards (1988) as Himself
- Nearly Departed (1989)
- Who's the Boss? (1989) (1 episode)
- Falcon Crest (1989)
- It's Garry Shandling's Show (1989, 1990) (2 episodes)
- Night Court (1985, 1987, 1991) (3 episodes)
- The $10,000 Pyramid (1986–1991) (45 episodes) as Himself
- Knots Landing (1991) (6 episodes) as Benny Appleman
- Charlie Hoover (1991) (1 episode) as Ed
- Dinosaurs (1991–1994) as Earl Sinclair (voice)
- Shannon's Deal (1991) (1 episode) as Ted McCarthy
- Knots Landing (1991) (9 episodes) as Benny Appleman
- The Chuck Woolery Show (1991) (1 episode) as Himself
- Animaniacs (1993) as Ed (voice)
- The Commish (1993) (1 episode) as Mike Amador
- Family Matters (1993) (1 episode) as Honest Bob
- Bonkers (1993) (3 episodes) as Mammoth Mammoth, Pops Klock (voice)
- Batman: The Animated Series (1994) (1 episode) as Condiment King (voice)
- AAAHH!!!Real Monsters (1994) (1 episode) as Clancy, News Anchor (voice)
- Aladdin (1994) (3 episodes) as Sultan Pasta Al-Dente (voice)
- Father and Scout (1994) (TV Movie) as Aaron
- Sisters (1995) (1 episode)
- What-a-Mess (1995) (voice)
- Sisters (1995) (1 episode) as Junior
- The Mask: Animated Series (1995) as Buzz Stingman (voice)
- Down, Out & Dangerous (1995) (TV Movie) as Calvin Burrows
- University Hospital (1995) (1 episode) as Arnie Nicholson
- Nick Freno: Licensed Teacher (1996–1997) as Kurt Fust
- Bone Chillers (1996) (1 episode)
- Deadly Games (1996) (1 episode)
- Duckman (1996) (1 episode) (voice)
- The Mask (1996 (2 episodes) as Stinger (voice)
- Life with Louie (1996–1997) (2 episodes) as Flanngan
- Quack Pack (1997) ( 1 episode) (voice)
- Cow and Chicken (1997) (1 episode) as Chicken Walla, Mailman (voice)
- The Angry Beavers (1997) (1 episode) as Distructo, Mailman (voice)
- Ally McBeal (1998) (1 episode)
- Hercules: The Animated Series (1998–1999) (3 episodes) (voice)
- Like Father, Like Santa (1998) (TV Movie) as Snipes
- For Your Love (1998–2000) as Mark
- Suddenly Susan (1999) (1 episode)
- The Brothers Flub (1999) (1 episode) (voice)
- Batman Beyond (1999) (1 episode) as Key Negotiator (voice)
- Mad About You (1999) (1 episode)
- Superman: The Animated Series (1999) (1 episode) as Doctor Candy (voice)
- Uncle Gus in: For the Love of Monkeys (1999) as Uncle Gus (voice)
- Action (1999) (1 episode)
- Walker, Texas Ranger (1999) (1 episode)
- Phase 4 (2000) (TV Movie) as Himself
- Malcolm in the Middle (2001) (1 episode)
- Godzilla: The Series (2001) (1 episode) as Milo Sanders (voice)
- Chasing Destiny (2001) (TV Movie) as Mike Ditlow
- Dharma & Greg (1998, 2001) (3 episodes)
- The Zeta Project (2001) (2 episodes) as Dr. Donald Tannor (voice)
- The Hughleys (2001) (1 episode)
- As Told by Ginger (2002) (1 episode) as Mr. Bowers (voice)
- That's So Raven (2003–2004) (3 episodes) as Mr. Grozowtski
- Higglytown Heroes (2004) (1 episode) as Bus Driver Hero (voice)
- Walk Fit (2004) (TV Movie) as Himself
- Curb Your Enthusiasm (2005) (2 episodes) as Ben Heineman
- I Love the 80's 3-D (2005) (TV Documentary) as Himself
- Boston Legal (2006) (1 episode)
- Wagtail (2006) as Himself
- On the Lot (2007)
- State of Mind (2007) (1 episode)
- The Suite Life on Deck (2008) (1 episode) as Simms
- Splatter (2009) (TV Series) (1 episode) ad Dr. Bellows
- Shake It Up! (2011) (TV Series) (1 episode) as Santa
- A Christmas Wedding Date (2012) (TV Movie) as Santa Sam
- Desperate Housewives (2012) (TV Series) (1 episode) as Patrick
- All I Want for Christmas (2013) (TV Movie) as Lewis
- Q N' A with Mikki and Shay (2014) (1 episode) as Himself
- Girl Meets World (2015) (1 episode) as Principal Yancy
- The Biz (2015) (TV Short)
- You'll Be Fine (2015) (1 episode) as Dave
- Underachievers (2016) (TV Short) as Principal Yancy

### Radio
- Ken Reid's TV Conselheiro de Orientação Podcast (2017) como a Si mesmo

## Prêmios e indicações
- Cable Ace Award 1 Vitória (1987), 5 Nomeações (1989, 1987, 1985, 1984, 1983)
- Eletrônico de Varejo Association (ERA) a Melhor Celebridade Apresentador (2006)